# Arnim (Stendal)
Arnim ist ein Ortsteil der Ortschaft Staffelde der Hansestadt Stendal im Landkreis Stendal in Sachsen-Anhalt, (Deutschland).

## Geographie
Arnim, ein kleines Straßendorf mit Kirche, liegt an der östlichen Stadtgrenze von Stendal am Rande des Stendaler Stadtforst, das als Fauna-Flora-Habitat-Gebiet unter Schutz steht. Vier Kilometer östlich des Dorfes fließt die Elbe.
Nachbarorte sind Stendal mit der Haferbreite und der Tannensiedlung im Westen, Hassel im Nordwesten, Wischer im Nordosten, Billberge im Osten, Storkau (Elbe) im Südosten und Staffelde im Süden.

## Geschichte

### Mittelalter bis Neuzeit

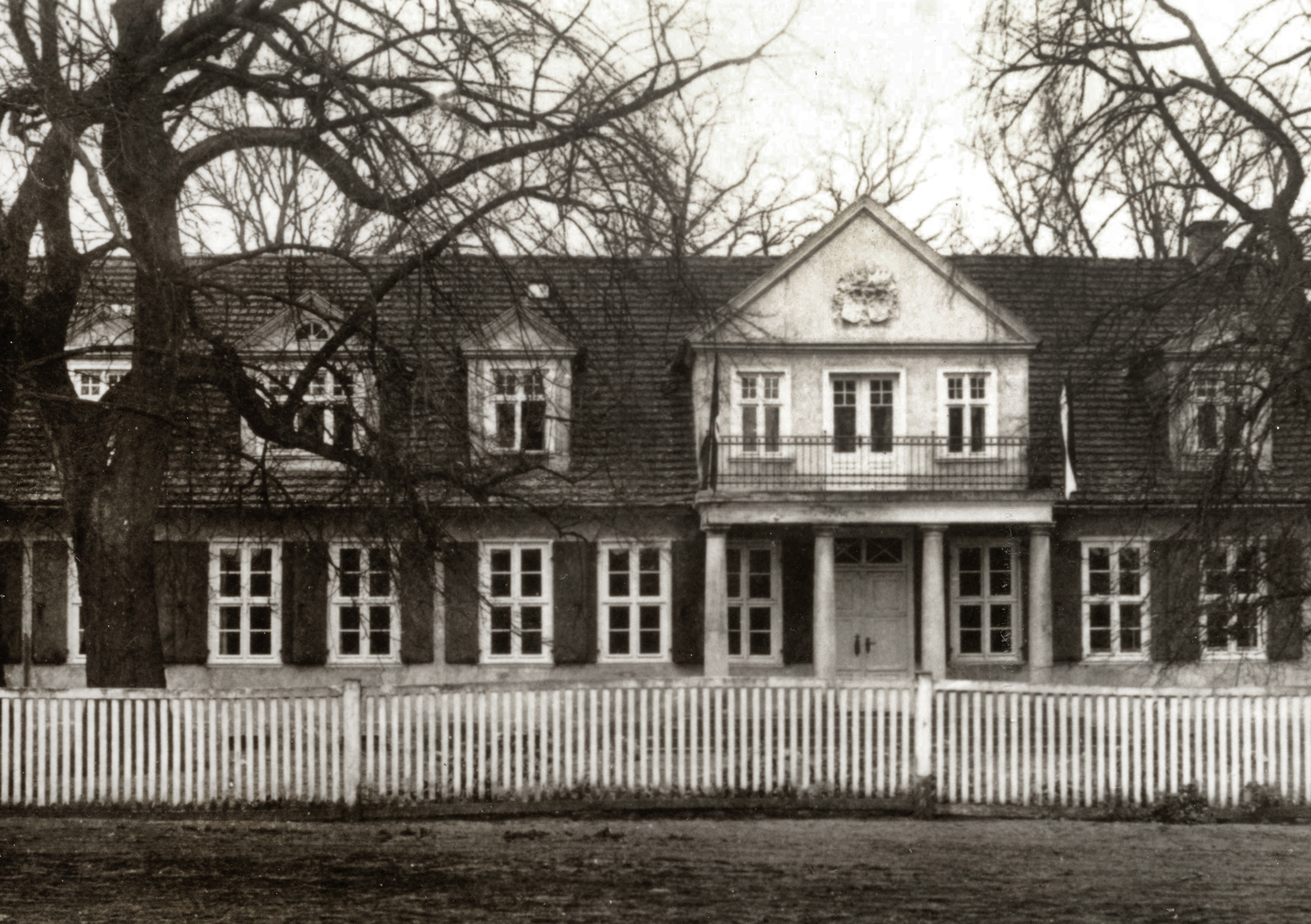
Das klassizistische Arnimer Gutshaus, 1825 von Wilhelm Gustav Woldeck v. Arneburg erbaut, wurde 1938 abgebrochen. Über dem Hauptportal das Vereinigungswappen der Familien v. Doering und Finck v. Finckenstein von 1904.

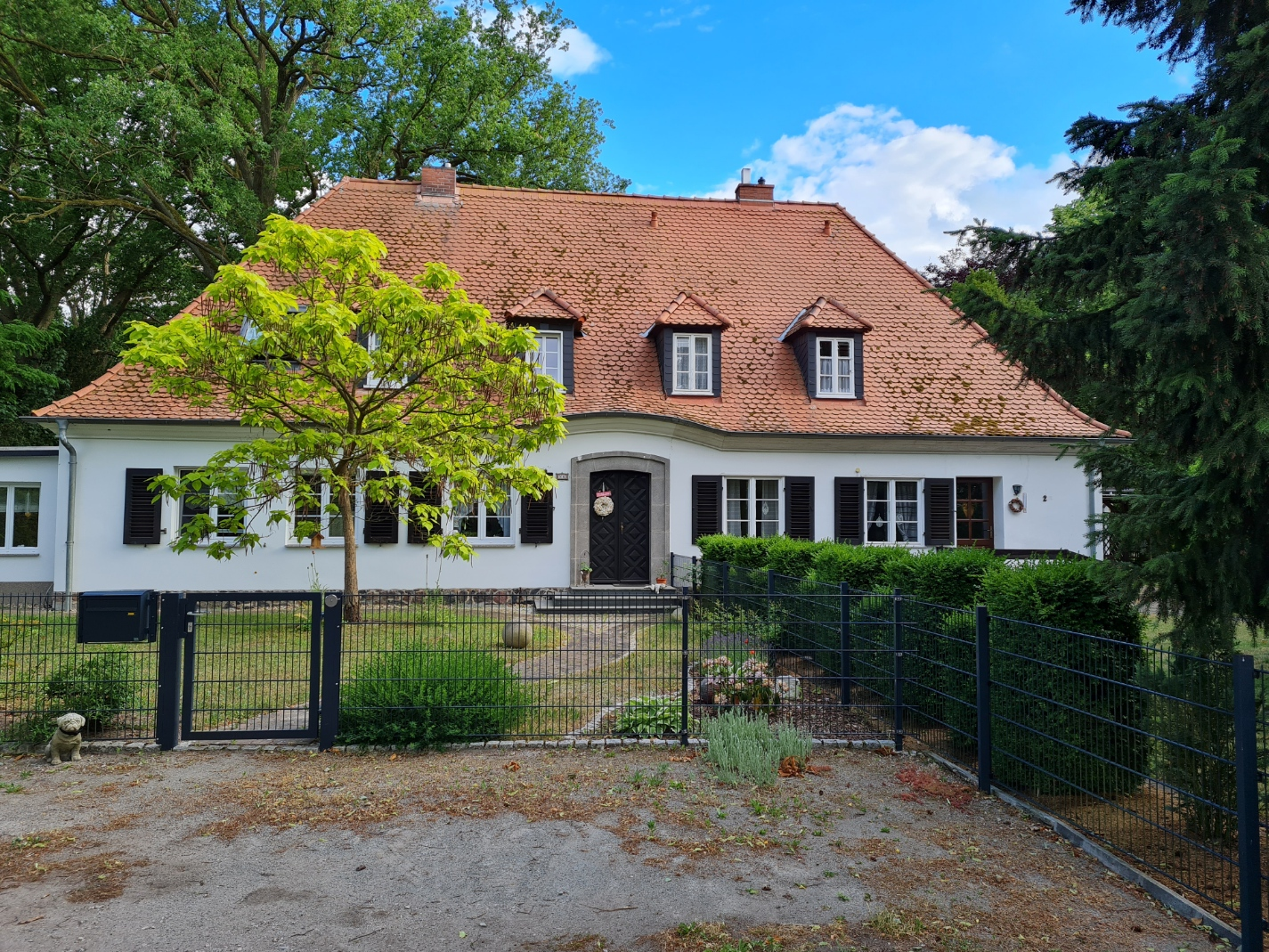
Ehemaliges Herrenhaus von 1938

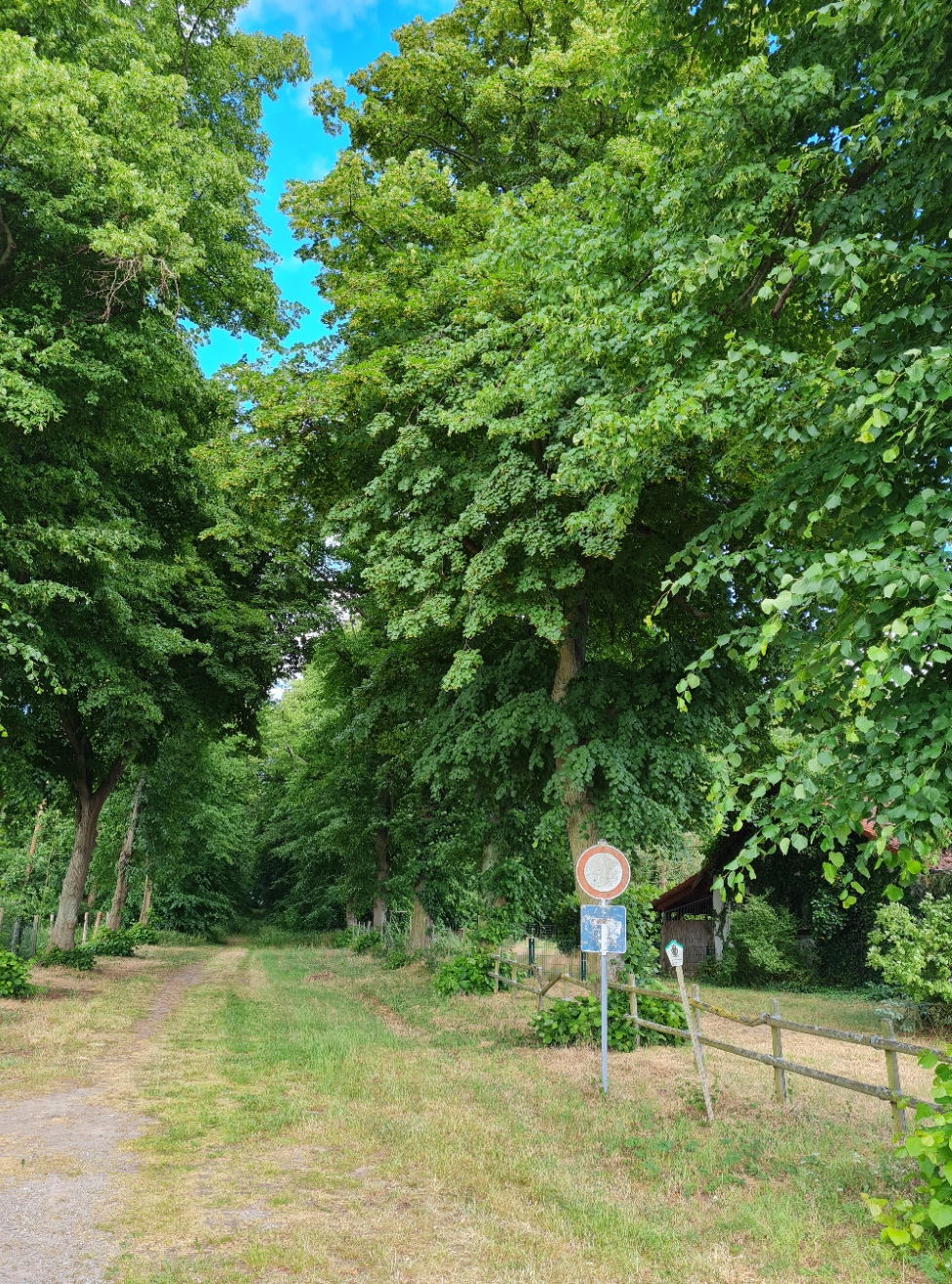
Naturdenkmal Lindenallee

Im Jahre 1204 wurde ein Alardus de Arnhem oder Harhem als deren Erster der Familie von Arnim in einer Urkunde des Markgrafen Albrecht II. als Zeuge aufgeführt. 1229 wurde ein Alardus de Arnem als Zeuge in Tangermünde genannt.
Die erste Erwähnung des Ortes stammt aus dem Jahre 1327 als Arnem. Bischof Albrecht von Halberstadt gestattete dem Rat der Stadt Stendal, die Kirche des Dorfes Neuwinkel abzubrechen unter Hinweis der Zustimmung des Pfarrers von Arnim – was darauf schließen lässt, das Arnim eigene Pfarre und Neuwinkel deren Filiale war.
Der erste dem Namen nach bekannte Besitzer von Arnim ist der Ritter von Zilling den Markgraf Ludwig am 8. April 1334 mit Arnem belehnt. Am 4. Dezember 1427 wird vom Markgrafen Johann – Statthalter seines Vaters Kurfürst Friedrich I von Brandenburg – sein Rat und späterer Vogt und Amtmann der Altmark Ortel von Zehmen (Czemyn) mit Storkow und Arnym belehnt. 1490 wurde das Pfarrhaus verkauft und die Kirche als Nebenkirche der Pfarrei Storkau zugeordnet. Im Jahre 1495 erwirbt Betke III. Woldeck (Woldicke) von Arneburg das Lehen Arnym von den Stendalern Merten und Claus (Clawes) Apotheken, deren Vater Hermann Apotheken es am 30. Januar 1435 von Ortel von Zehmen erworben hatte und daraufhin vom Markgrafen Johann damit beliehen wurde. Weitere Nennungen sind 1687 Arnimb, 1772 Arnim seu Arend, 1775 adliges Dorf Arnim oder Ahrendt und 1804 Dorf und Gut Ahrend oder Arnim.
Die Herrschaft Arnim, das spätere Rittergut, blieb bis 1889 im Besitz der Familie Woldeck von Arneburg. Heinrich Woldeck von Arneburg verkaufte das Gut an den Magdeburger Kommerzienrat Peter Schmidt (1844–1901), dessen Erben es am 6. März 1903 an Wilhelm Hermann von Doering (1859–1921) – Sohn des Wilhelm von Doering – weiterverkauften. 1922 hatte das Rittergut Arnim des A. von Doering einen Umfang von 563 Hektar Land. Den größten Teil machten die 437 ha Forsten aus.
Letzter Besitzer des Rittergutes vor 1945 war die Familie von Wilmowsky auf Schloss Marienthal bei Eckartsberga, die das 1825 von Wilhelm Gustav Woldeck von Arneburg (1802–1843) im klassizistischen Stil erbaute Herrenhaus 1938 abreißen ließ, nachdem die Arnimer G.m.b.H. der Doerings Konkurs angemeldet hatte und das Gut im Juli 1936 verkauft werden musste. Neuer Betreiber des Rittergutes wurde nun Friedrich Freiherr von Wilmowsky (1911–1988), Sohn des Tilo von Wilmowsky und der Barbara Krupp. Friedrich von Wilmowsky ließ sich in Potsdam zum Landwirt ausbilden, war Verwalter bei Minister Schiele in Mecklenburg, betreute dann kurz eine Farm in Tangayika und übernahm im Sommer 1937 die Betreuung von Arnim. 1938 trat er in den Johanniterorden ein, 1939 heiratete er Erika von Nathusius, Tochter des Walter von Nathusius. Des Weiteren besaß man das Gut in Großrössen, welches seit 1940 Hauptwohnsitz wurde. Nach 1945 lebte die Familie in Südwestafrika.

### Herkunft des Ortsnamens
Heinrich Sültmann leitet den Ortsnamen her von dem Eigennamen Arno und der altsächsischen Endung heim. Er bedeutet also Arnosheim.

### Eingemeindungen
Ursprünglich gehörten Dorf und Gut Arnim zum Arneburgischen Kreis der Mark Brandenburg in der Altmark. Zwischen 1807 und 1813 lagen sie im Kanton Arneburg auf dem Territorium des napoleonischen Königreichs Westphalen. Nach weiteren Änderungen gehörten sie ab 1816 zum Kreis Stendal, dem späteren Landkreis Stendal.
Am 30. September 1928 wurde der Gutsbezirk Arnim mit der Landgemeinde Arnim vereinigt. Am 20. Juli 1950 wurde die bis dahin eigenständige Gemeinde Arnim nach Staffelde eingemeindet. Seit dem 1. Januar 1998 (Eingemeindung von Staffelde nach Stendal) ist Arnim ein Ortsteil von Stendal.

### Einwohnerentwicklung
| Jahr       | 1734 | 1772 | 1790 | 1798 | 1801 | 1818 | 1840 | 1864 | 1871 | 1885 | 1892 | 1895 | 1900 | 1905 |
| Dorf Arnim | 17   | 29   | 85   | 23   | 79   | 76   | 116  | 114  | 79   | 56   | 84   | 54   | 62   | 56   |
| Gut Arnim  |      |      |      | 19   |      |      |      |      | 23   | 30   |      | 31   |      | 50   |

| Jahr | Einwohner |
| ---- | --------- |
| 1910 | [00]118   |
| 1925 | 133       |
| 1939 | 081       |
| 1946 | 126       |
| 2013 | [00]137   |
| 2014 | [00]139   |

| Jahr | Einwohner |
| ---- | --------- |
| 2018 | [00]137   |
| 2019 | [00]134   |
| 2021 | [00]137   |
| 2022 | [00]137   |
| 2023 | [0]136    |

Quelle bis 1946, wenn nicht angegeben:

## Religion
Die evangelische Kirchengemeinde Arnim, die früher zur Pfarrei Hämerten gehörte, wird betreut vom Pfarrbereich Stendal, St. Jacobi im Kirchenkreis Stendal im Bischofssprengel Magdeburg der Evangelischen Kirche in Mitteldeutschland.
Nach den Angaben Ernst Machholz stammen die ältesten überlieferten Kirchenbücher für Arnim aus dem Jahre 1804. Ältere Einträge finden sich bei Staffelde. Friedrich Hoßfeld gibt an, dass die Kirchenbücher 1646 beginnen.
Die katholischen Christen gehören zur Pfarrei St. Anna in Stendal im Dekanat Stendal im Bistum Magdeburg.

## Kultur und Sehenswürdigkeiten

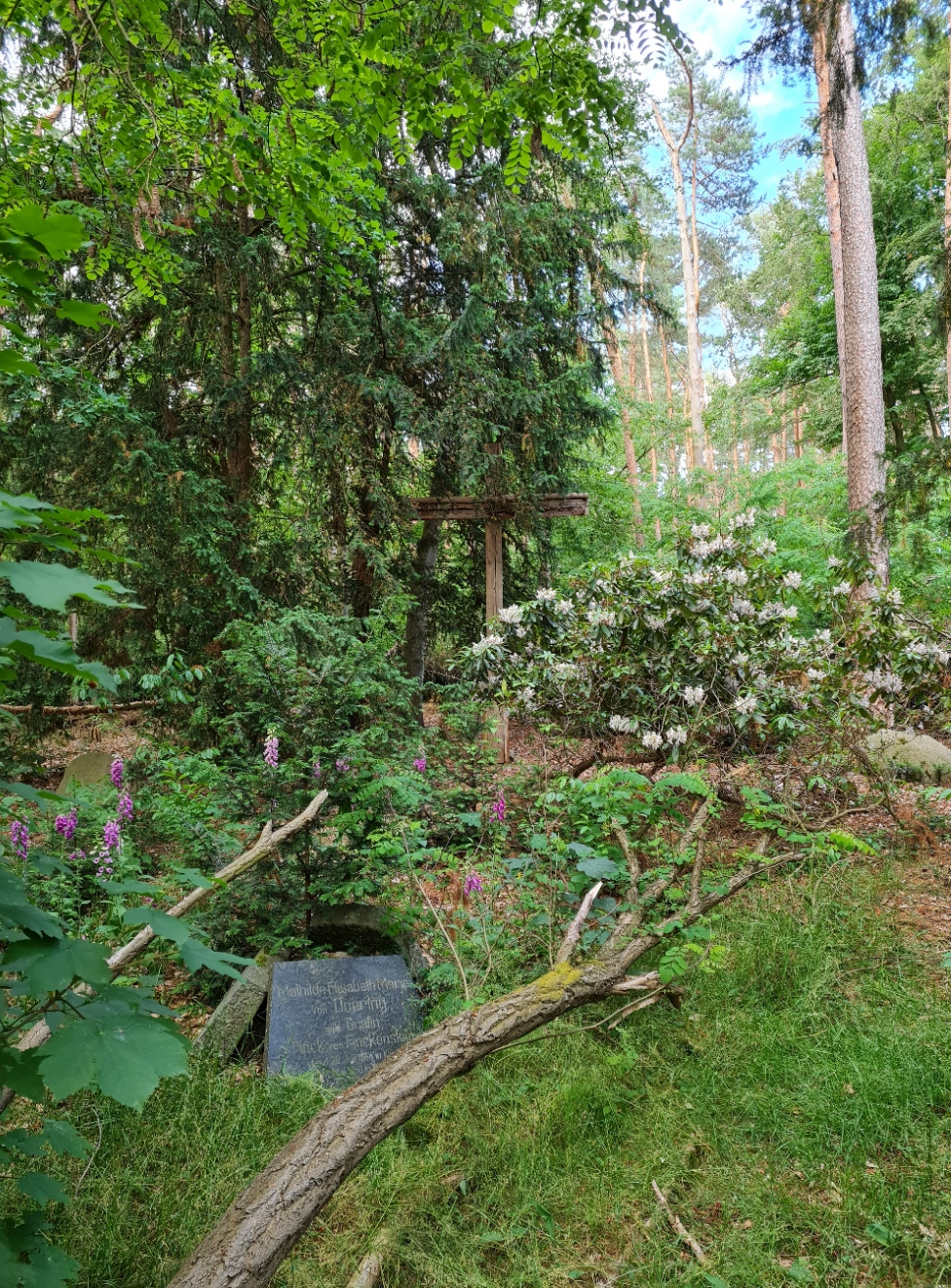
Grabmal der Familie von Doering

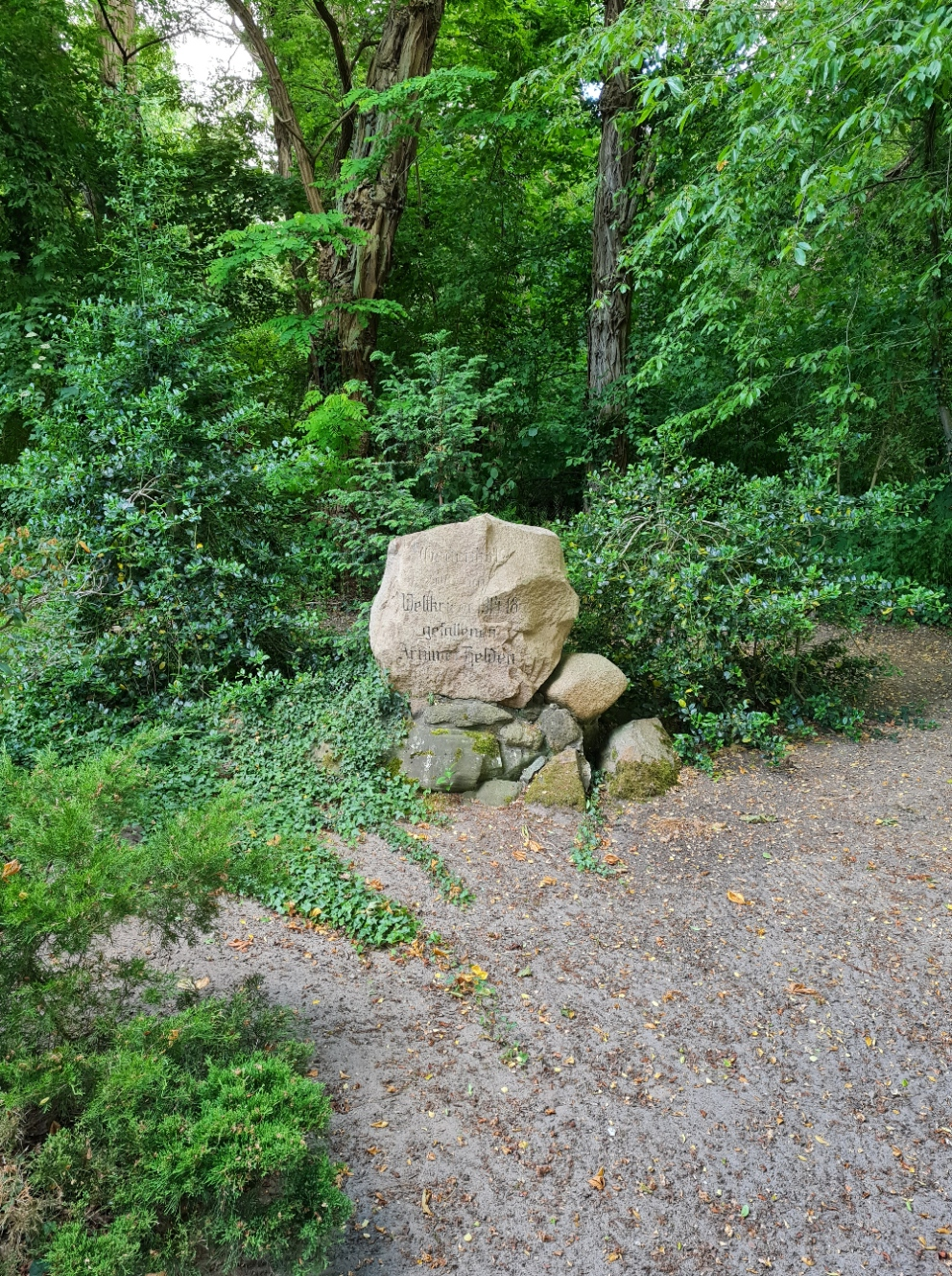
Gefallenendenkmal

- Die evangelische Dorfkirche Arnim ist eine romanische Feldsteinkirche aus der zweiten Hälfte des 12. Jahrhunderts mit einem dreiteiligen Grundriss aus Schiff, Chor ohne Apsis und Turm mit hochgelegenem Eingang im Westen.[29]
- Der Ortsfriedhof ist auf dem Kirchhof.
- Am südlichen Ortsrand steht ein Gedenkstein für die Gefallenen des Ersten Weltkrieges.[30]
- Das 1937/38 umgebaute Herrenhaus am südlichen Ortseingang und ein Bauernhaus stehen unter Denkmalschutz.
- Die Sandgrube Arnim ist seit 1989 ein Flächennaturdenkmal, sie liegt nordöstlich des Dorfes.[4]
- Die Kastanienallee und die Lindenallee in Arnim sind seit 1937 ein Naturdenkmal.

## Persönlichkeiten
Der deutsche Verwaltungsjurist Wilhelm Woldeck von Arneburg (1838–1877) wurde in Arnim geboren.